# Saropogon pseudojugulum
Saropogon pseudojugulum är en tvåvingeart som beskrevs av Oskar Theodor 1980. Saropogon pseudojugulum ingår i släktet Saropogon och familjen rovflugor.
Artens utbredningsområde är Israel. Inga underarter finns listade i Catalogue of Life.